# یوآخیم ریتر

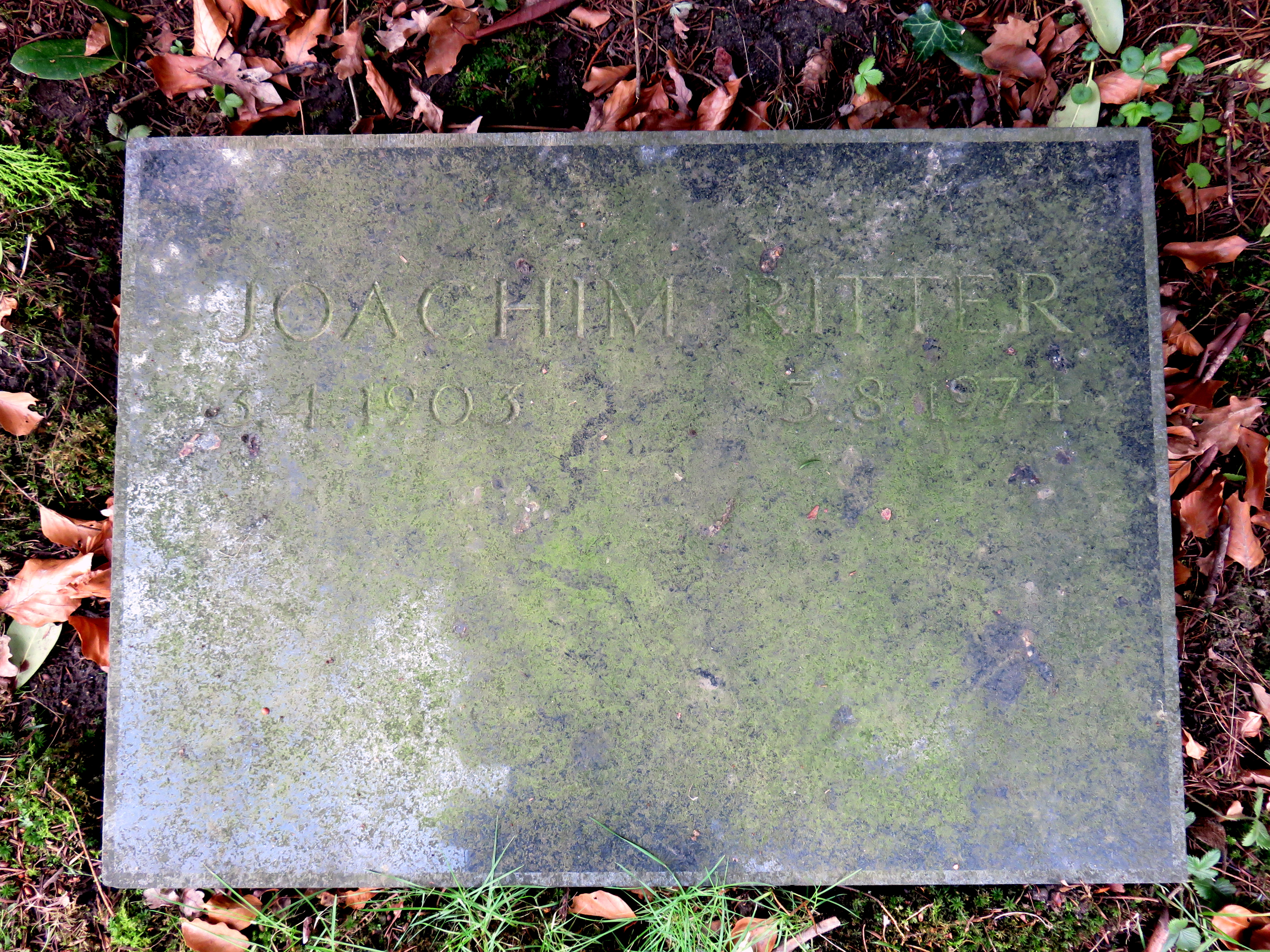
نمایی از سنگ‌مزار یوآخیم ریتر در هامبورگ - ۲۰۱۹

یوآخیم ریتر (به آلمانی: Joachim Ritter) (زادهٔ ۳ آوریل ۱۹۰۳ در گیزتاخت — درگذشتهٔ ۳ اوت ۱۹۷۴ ) فیلسوف آلمانی بود.

## آثار
فرهنگ‌نامهٔ تاریخی مفاهیم فلسفه (به آلمانی: Historische Wörterbuch der Philosophie) از آثار اصلی وی است. این فرهنگ‌نامه ۳٬۷۱۲ مدخل دربارهٔ مفاهیم فلسفه و شاخه‌های مختلف آن را دربرمی‌گیرد و به ارتباط فلسفه با مفاهیمی نظیر زیبایی‌شناسی و نظریهٔ هنر، تاریخ و نظریهٔ فرهنگ، زبان‌شناسی، ادبیات، اخلاق، آموزش و پرورش، علم سیاست، و دیگرها می‌پردازد. انتشار این اثر از ۱۹۷۱ با سرویراستاری یواخیم ریتر آغاز و پس از مرگ وی، با سرویراستاری کارلفرید گروندر و گتفرید گابریل ادامه یافت و در سال ۲۰۰۴ به پایان رسید.